# Kering (holding)
Kering is een Franse multinationale holding van luxegoederenmerken. Beroemde merken in de portefeuille van Kering zijn Gucci, Yves Saint Laurent, Bottega Veneta, Alexander McQueen, Balenciaga en Brioni.

## Geschiedenis
De geschiedenis van het bedrijf gaat terug tot 1963. In dat jaar werd Pinault group opgericht door François Pinault, een bedrijf vooral actief in de houthandel. In 1990 volgde de overname van Cfao, gespecialiseerd in de handel van elektrotechnische materialen, dat drie jaar later werd hernoemd tot Rexel. In 1991 werd de eerste stap in de Franse detailhandel gezet met koop van een meerderheidsbelang in Conforama, gevolgd door het warenhuis Au Printemps SA een jaar later. Twee jaar later werd de naam gewijzigd in Pinault-Printemps-Redoute (PPR) en werd ook Fnac ingelijfd.
Aan het eind van de 20e eeuw werd de focus verlegd naar luxegoederen. In 1999 kocht het een belang van 42% in Gucci, het belang werd stapsgewijs verder uitgebreid en in 2004 had het Gucci volledig in handen. Andere niet-gerelateerde activiteiten werden verkocht zoals Pinault Bois & Matériaux in 2003 en Rexel in 2004. In 2005 en 2006 werd Au Printemps verkocht in twee grote transacties. Andere overnames van luxemerken volgden, zoals Puma en horlogemaker Girard-Perregaux. Het belang in Conforama werd ook verkocht om plaats te maken voor luxe goederen. In 2013 werd de naam weer gewijzigd van PPR in Kering.
In 2018 had het 86% van de aandelen in Puma in handen, maar het besloot in dit jaar 70% van de aandelen als een soort van dividend uit te keren aan haar aandeelhouders. In mei 2021 werd nog een klein aandelenbelang verkocht voor 805 miljoen euro. Na deze transactie heeft het nog 4% van de aandelen PUMA in handen.
Op 30 september 2021 nam het alle aandelen over de Deense Lindberg familie. Lindberg is actief op het gebied van brilmonturen en telt 750 medewerkers in meer dan 100 landen.
In juli 2023 sloot Kering een overeenkomst met Mayhoola waarbij Kering een aandelenbelang van 30% zal nemen in het Italiaanse modemerk Valentino. Kering betaalt hiervoor 1,7 miljard euro en heeft verder een optie gekregen om de resterende aandelen ook over te nemen, maar niet later dan 2028. Mayhoola blijft zolang met 70% de enige andere aandeelhouder in Valentino. Valentino is in 1960 opgericht en ontwerpt en maakt haute couture en luxe accessoires. De verkoop vindt plaats via 211 eigen winkels in 25 landen. Valentino behaalde een omzet van 1,4 miljard euro in 2022 en is zeer winstgevend.
In januari 2024 kocht Kering voor US$ 963 miljoen een groot pand in New York, met het adres 715-717 Fifth Avenue.

## Activiteiten
Kering wordt geleid door Pinaults zoon François-Henri Pinault. In 2023 stelde het bijna 49.000 mensen tewerk en had een omzet van bijna 20 miljard euro. Gucci is het grootste onderdeel en leverde ruim de helft van de totale omzet en op nummer twee staat Yves Saint Laurent met een omzetaandeel van 16%. Gucci levert een grotere bijdrage aaan het bedrijfsresultaat dan het omzetaandeel. Iets meer dan de helft van de omzet bestaat uit lederwaren, exclusief schoenen. Driekwart van de verkopen wordt gerealiseerd via de eigen winkels. Per 31 december 2023 waren er 1771 winkels, waarvan 53% in Azië.
Azië, inclusief Japan, is de grootste geografische afzetmarkt, hier wordt 42% van de omzet gerealiseerd. Noord-Amerika en Europa zijn elk goed voor een ongeveer een kwart van de omzet.
Kering staat sinds 1988 genoteerd op Euronext Parijs en maakt deel uit van de aandelenindices CAC 40 en Euronext 100. Per jaareinde 2023 was Artémis, een familiebedrijf van de familie Pinault, de grootste aandeelhouder met een belang van 42,2%.
In 2021 besloot Kering afstand te nemen van bont, vanaf de najaarscollectie 2022 zal bont niet meer worden gebruikt.